# Tiger Shark
Tiger Shark és un pel·lícula romàntica melodramàtica pre-Codi estatunidenca de 1932 dirigida per Howard Hawks i protagonitzada per Edward G. Robinson, Richard Arlen i Zita Johann.

## Trama
L'esposa del pescador de tonyina manxol Mike Mascarenhas s'enamora de l'home del qual Mike havia salvat la vida mentre estava al mar.

## Repartiment
- Edward G. Robinson com a Mike Mascarenhas
- Richard Arlen com a Pipes Boley
- Zita Johann com a Quita Silva
- Leila Bennett com Muggsey, barber
- J. Carroll Naish com a Tony
- Vince Barnett com Fishbone
- William Ricciardi com a Manuel Silva
- Maurice Black com a Jean Fernandez, un tripulant nàufrag
- Sheila Bromley com a 'Vermell'
- Wong Chung com a bugaderia xinès
- Edwin Maxwell com a Doctor
- Toshia Mori com a barbera oriental
- Henry Otho com a tripulant
- Inez Palange com la veïna de Mike
- Pedro Regas com a tripulant
- Joe Roig
- Hector V. Sarno com a tripulant
- Harry Semels com a tripulant
- Leo Sulky com a tripulant borratxo